# NGC 4700
NGC 4700 is een balkspiraalstelsel in het sterrenbeeld Maagd. Het hemelobject werd op 25 maart 1786 ontdekt door de Duits-Britse astronoom William Herschel.

## Synoniemen
- MCG -2-33-13
- IRAS 12465-1108
- PGC 43330